# Helichrysum opacum
Helichrysum opacum là một loài thực vật có hoa trong họ Cúc. Loài này được Klatt mô tả khoa học đầu tiên.